# Paolo Soleri
Paolo Soleri (ur. 21 czerwca 1919 w Turynie, zm. 9 kwietnia 2013 w Scottsdale) – włoski architekt, urbanista i rzeźbiarz. Wizjoner, twórca terminu i koncepcji arkologii. Budowniczy wizjonerskiego miasta Arcosanti na pustyni Arizony.

## Życiorys

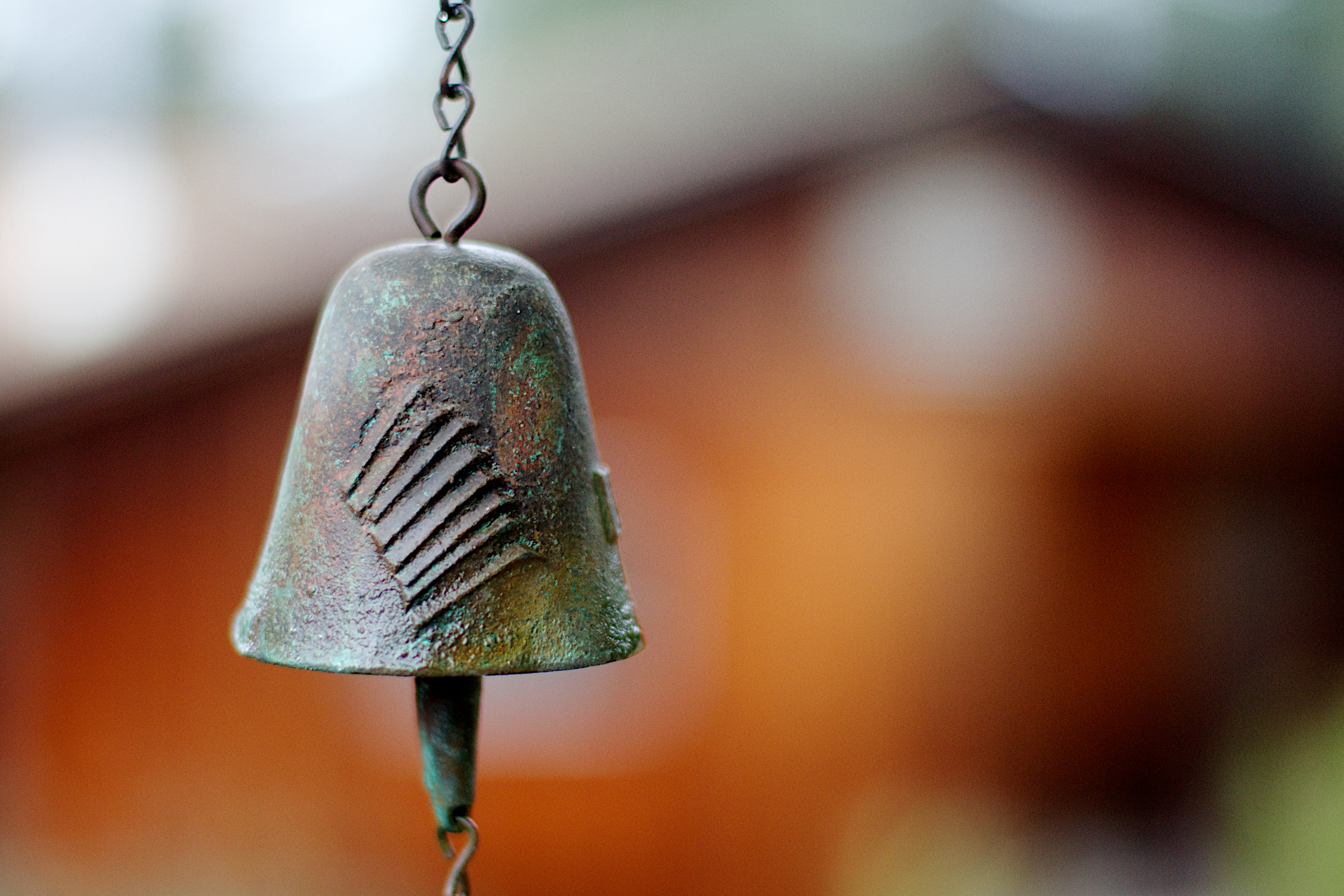
Paolo Soleri, Ceramic Siltcast Windbells

### Wczesne lata
Paolo Soleri urodził się 21 czerwca 1919 r. w Turynie. Uzyskał tytuł doktora nauk technicznych na Politecnico di Torino w 1946 r. Rok później wyjechał do Stanów Zjednoczonych, gdzie spędził półtora roku na stypendium u Franka Lloyda Wrighta w Taliesin West w Arizonie i Taliesin East w Wisconsin. Zyskał wtedy międzynarodowe uznanie dzięki projektowi mostu, nazwanego Beast Bridge, którego makietę wystawiono w Museum of Modern Art w Nowym Jorku. Nowatorski projekt znalazł się także w książce Elizabeth Mock The Architecture of Bridges (1949).
W 1950 r. wrócił do Włoch, gdzie otrzymał zlecenie budowy dużej fabryki ceramiki Ceramica Artistica Solimene w Vietri sul Mare. Pozwoliło to Soleriemu poznać procesy wytwarzania ceramiki, dzięki czemu sam stworzył wiele nagradzanych projektów z ceramiki i brązu, w tym charakterystycznych dla rzeźbiarza dzwonków. Przez ponad 40 lat wpływy z produkcji Ceramic Siltcast Windbells, nazywanych także Soleri Bells, zapewniały fundusze wystarczające dla testowania i wdrażania pracy twórczej.

### Rozwój kariery

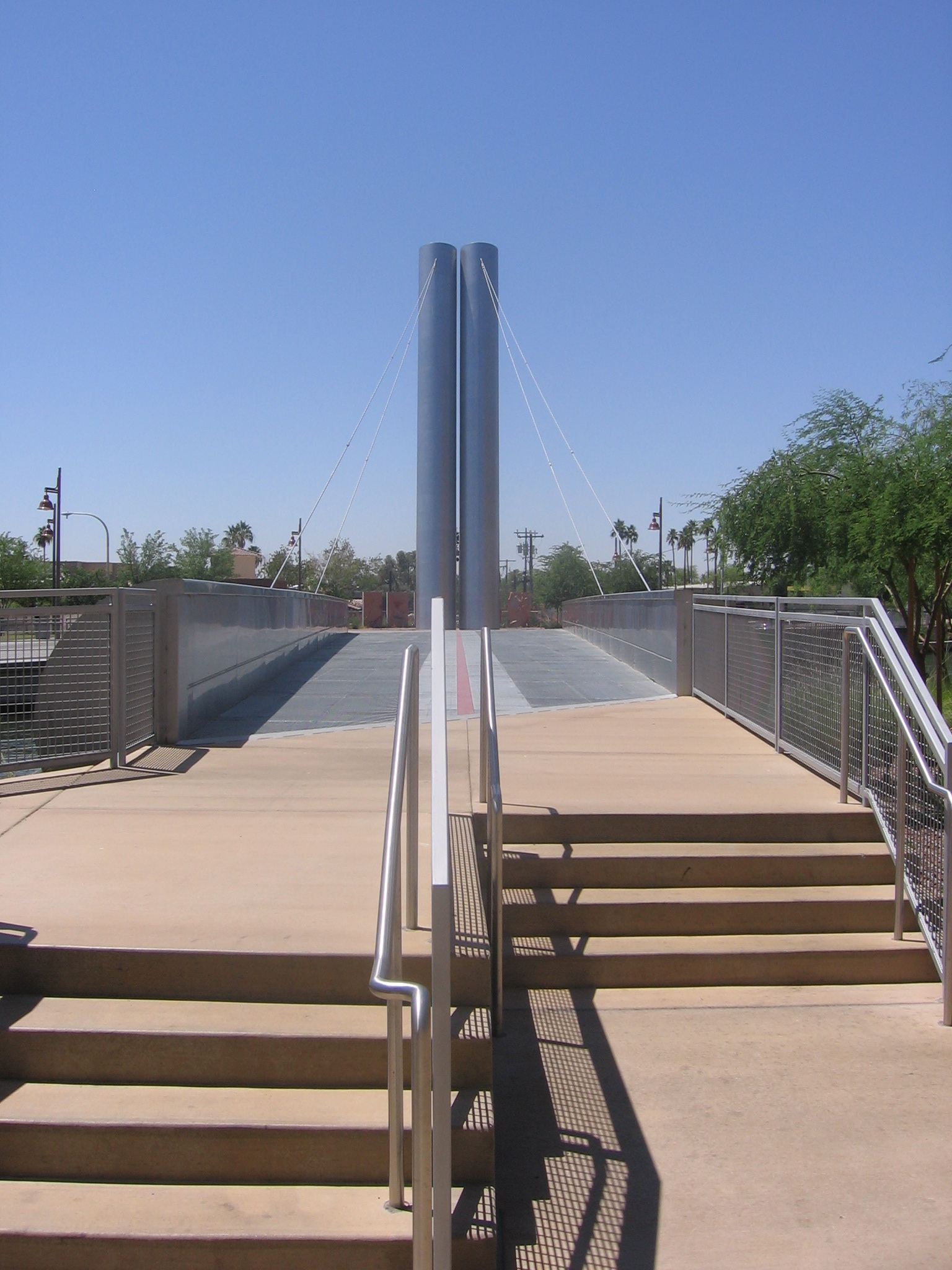
Most w Scottsdale wg projektu P. Soleriego

W 1956 r. zamieszkał z żoną Colly i dwiema córkami w Scottsdale, w Arizonie i poświęcił się projektowaniu i eksperymentom w zakresie planowania urbanistycznego. W 1964 r. założył niekomercyjną, edukacyjną Fundację Cosanti. Głównym projektem fundacji jest Arcosanti, prototypowe miasto w środkowej Arizonie, oparte na stworzonej przez Soleriego koncepcji arkologii – architektury spójnej z ekologią. Opowiada się za miastami zaprojektowanymi w celu maksymalizacji interakcji i dostępności związanych ze środowiskiem miejskim, minimalizowaniu zużycia energii, surowców i ziemi, zmniejszającą produkcję odpadów i zanieczyszczenie środowiska, i pozwalającą na interakcję z otaczającym środowiskiem naturalnym. Tysiące studentów wzięło udział w warsztatach i programie edukacyjnym przy budowie Arcosanti. Nieukończone miasto każdego roku odwiedza ok. 50 tysięcy turystów.

## Aktywność twórcza

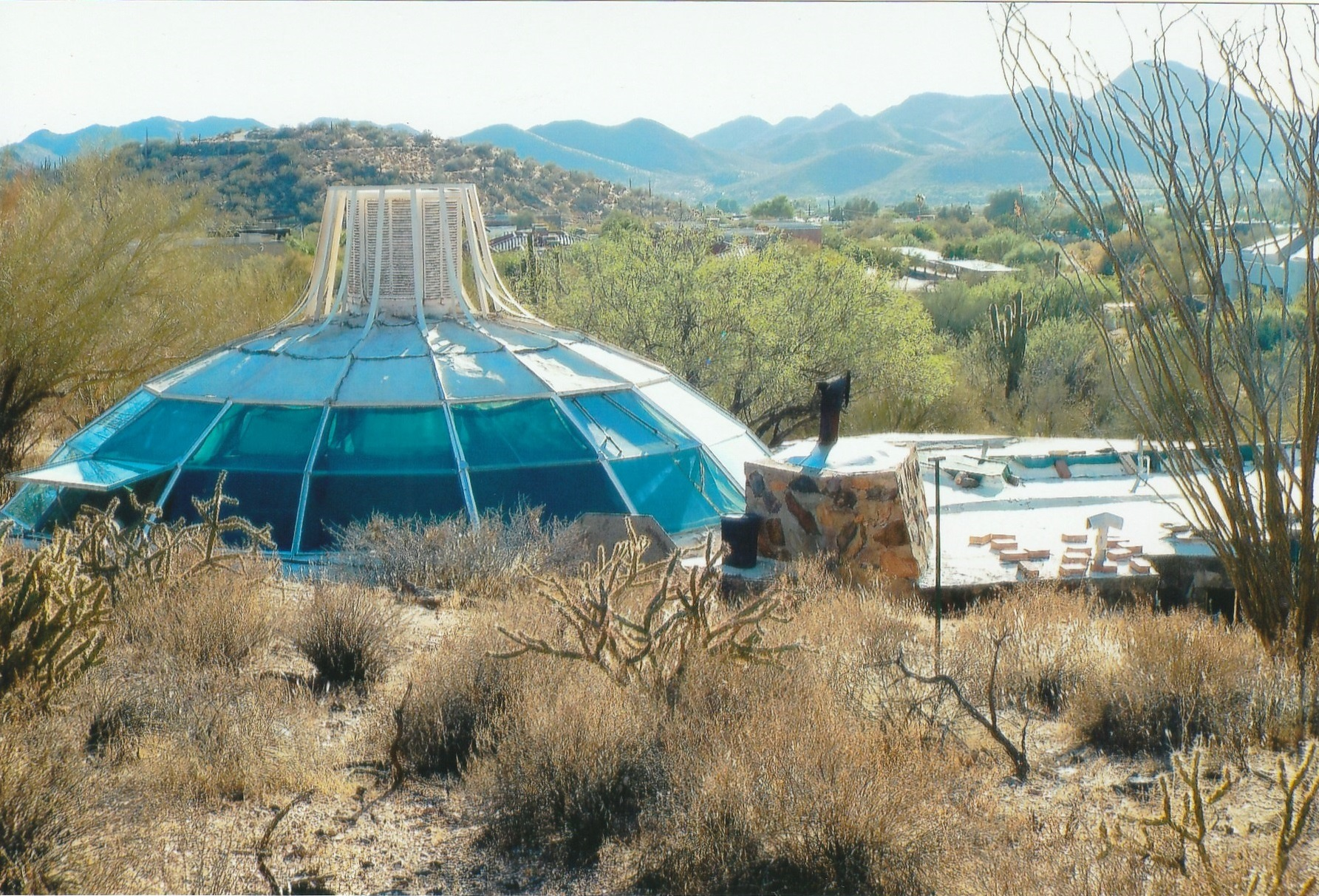
Dome House, w Cave Creek wg projektu P. Soleriego

### Dorobek
Soleri pozostawił wiele projektów i dokończonych prac. Typowe dla architekta były zwoje dużych projektów arkologicznych wykonanych ołówkiem i kredką na papierze rzeźniczym, zwykle o szerokości od 3 do 4 stóp (90 do 120 cm) i długości od 30 do 180 stóp (10 do 60 m). Jego prace obejmują także rzeźby z brązu i aluminium, rysunki ołówkiem i tuszem, modele architektoniczne i tysiące szkiców, wiele samodzielnie oprawionych przez Soleriego w aluminiowe ramy.
Soleri pisał także książki i eseje. Jednym z bardziej znanych jest z Arcology: The City in Image of Man, opublikowany przez MIT Press, w którym zarysował koncepcję arkologii  i zilustrował zadziwiającą grafiką i bogatymi detalami. Pierwsze wydanie opublikowane zostało w 1969 r. Dwa lata później MIT Press wydał The Sketchbooks of Paolo Soleri. Głównym projektem Soleriego było Arcosanti, eksperymentalne miasto zaprojektowane dla 5000 mieszkańców. Budowa miasta została rozpoczęta około 70 kilometrów na północ od Phoenix. Projekt, nadzorowany przez Fundacja Cosanti, w 2018 r. zaawansowany był w ok. 5%.

Paolo Soleri, projekt Dome House

### Wystawy
Od czasu wystawy w Corcoran Gallery of Art w 1970 r. prace i pomysły Soleriego były eksponowane na całym świecie. W 1976 r. wziął udział w wystawie Two Suns Arcology, A Concept for Future Cities w Xerox Square Center w Rochester, w 1993 r. w wystawie Soleri’s Cities: Architecture for the Planet Earth and Beyond, zorganizowanej w Scottsdale Center for the Arts. W 2005 r. w Rzymie odbyła się wystawa Soleri Retrospective: Ethics and Urban Inventiveness. W 2010 r. projekt Soleri’s Lean Linear City design został zaprezentowany na wystawie Three Dimensional City: Future China w Beijing Center of the Arts w Pekinie. W 2013 r. Scottsdale Museum of Contemporary Art zorganizowało wystawę Paolo Soleri: Mesa City to Arcosanti.

### Nagrody i wyróżnienia
Soleri otrzymał stypendium od Graham Foundation i dwa od Fundacji Solomona R. Guggenheima. Został wyróżniony trzema honorowymi doktoratami, Złotym Medalem American Institute of Architects za rzemiosło w 1963 roku, Złotym Medalem Światowego Biennale Architektury w Sofii. Był wykładowcą w College of Architecture na Uniwersytecie Stanu Arizona. Zdobył wiele nagród, w tym National Design Award for Lifetime Achievement od Cooper Hewitt, Smithsonian Design Museum oraz Medici Award za całokształt dokonań w sztuce i Order Zasługi Republiki Włoskiej, za doskonałość w dziedzinie sztuki i nauki.

## Galeria

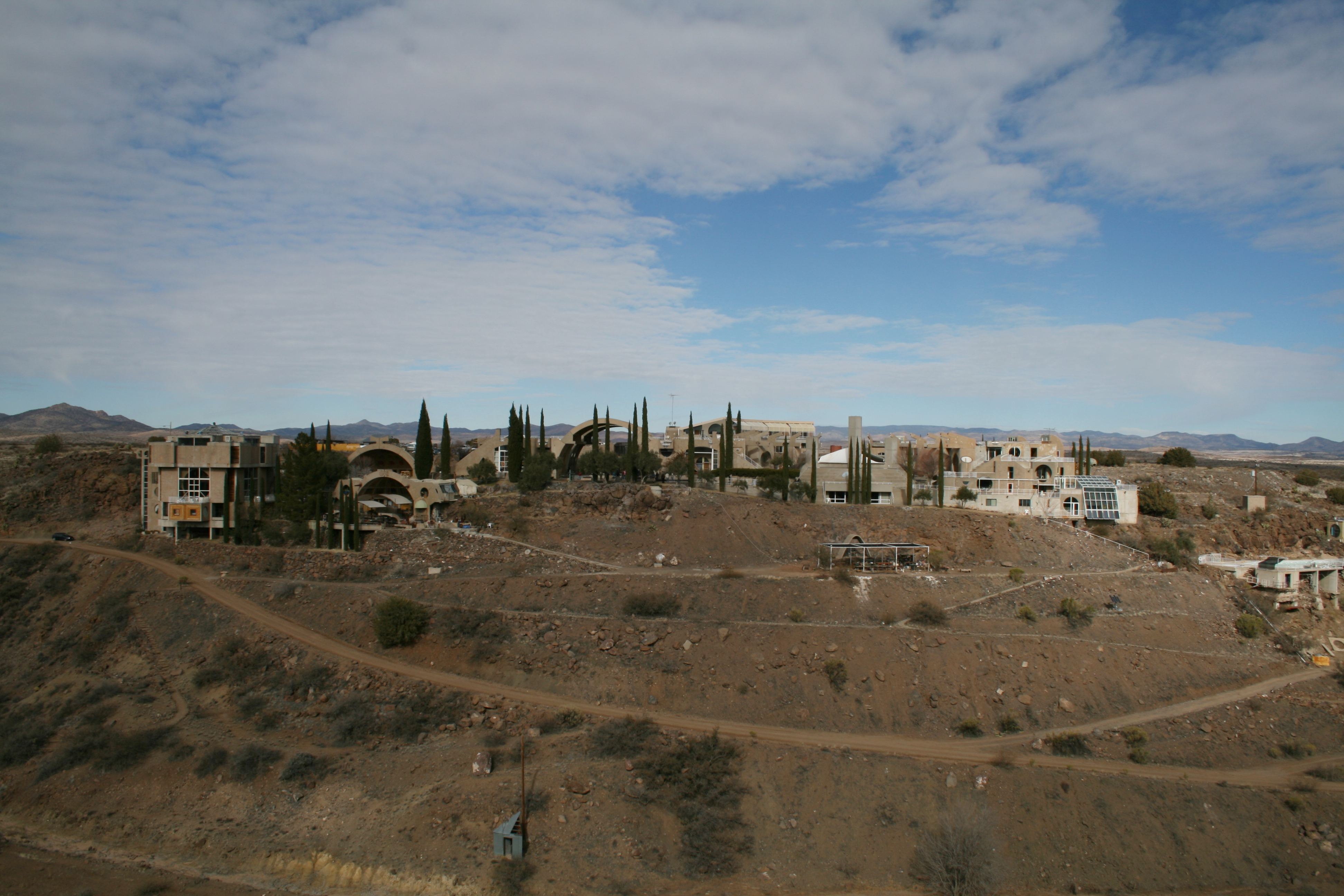
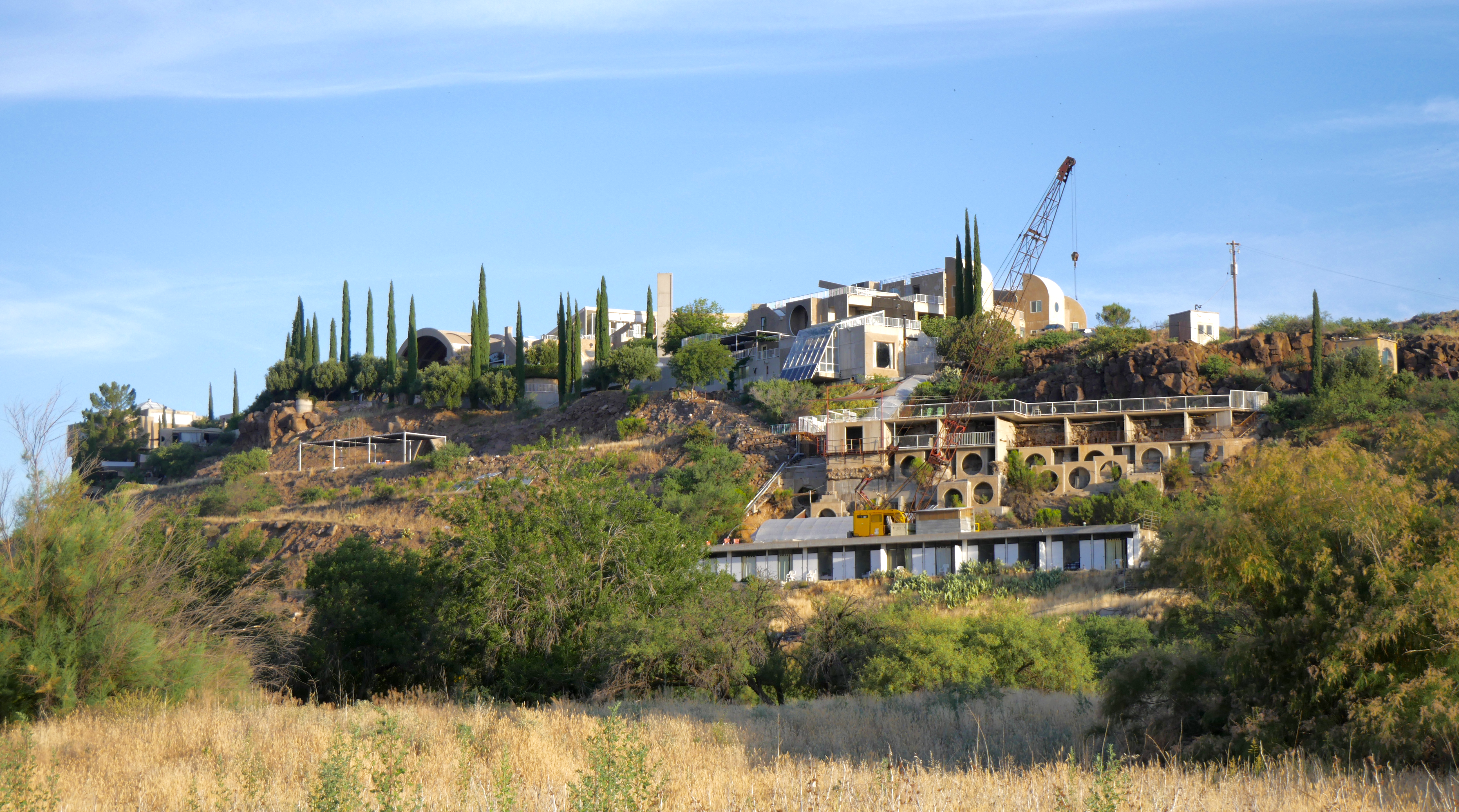
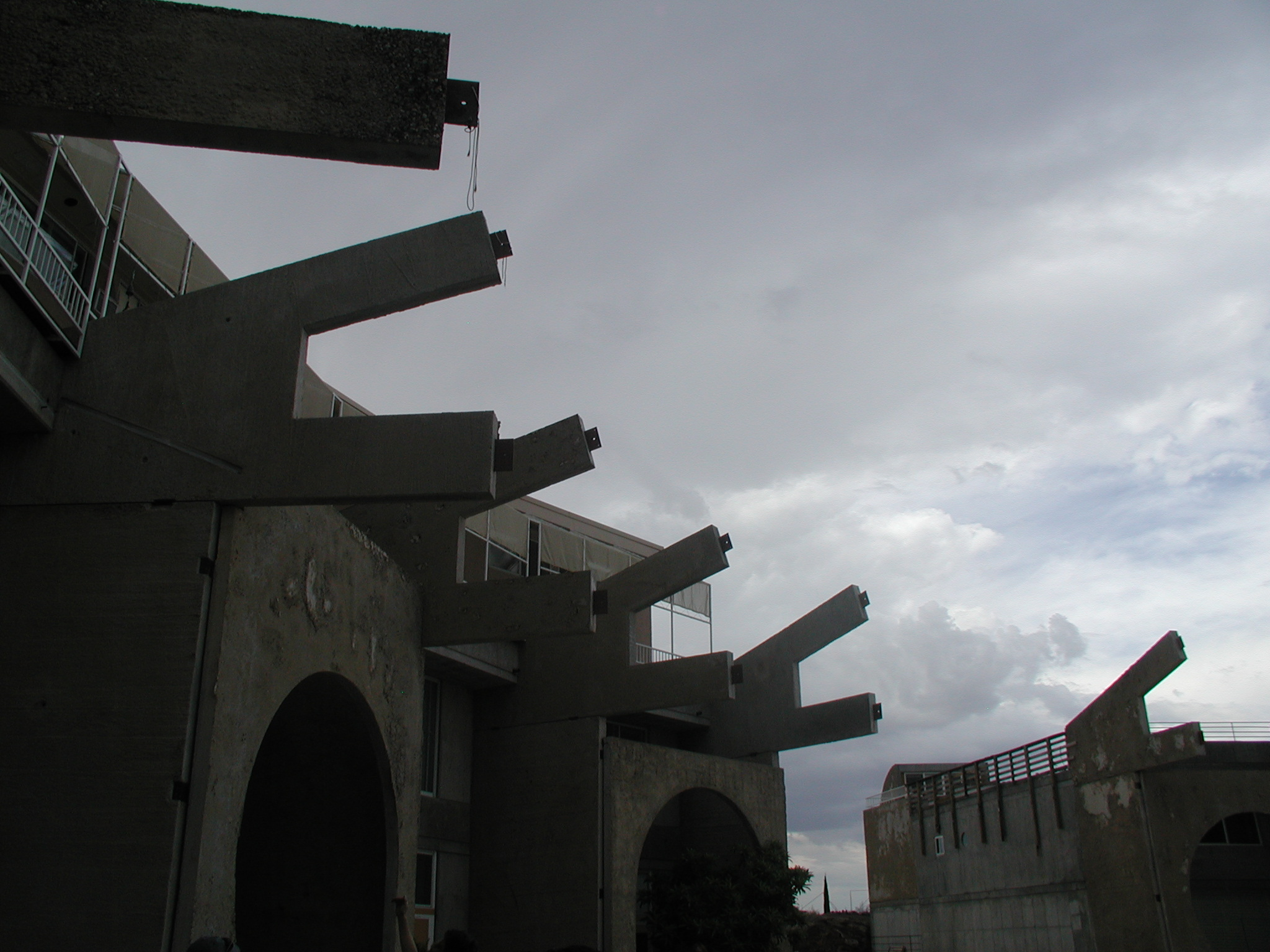
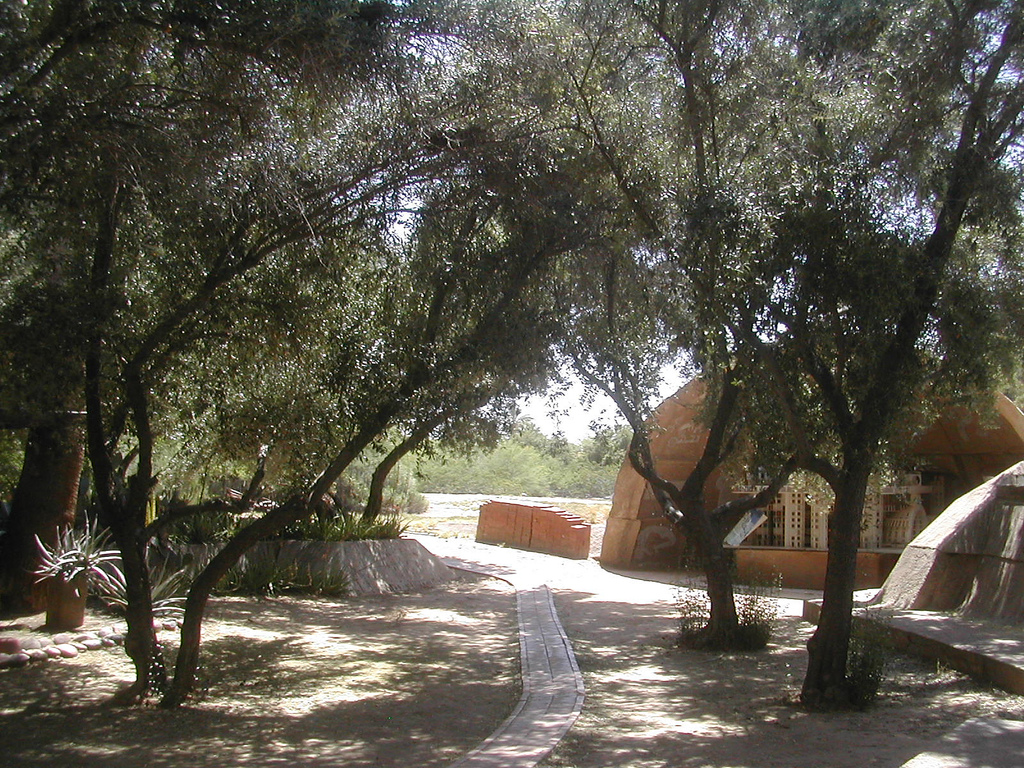
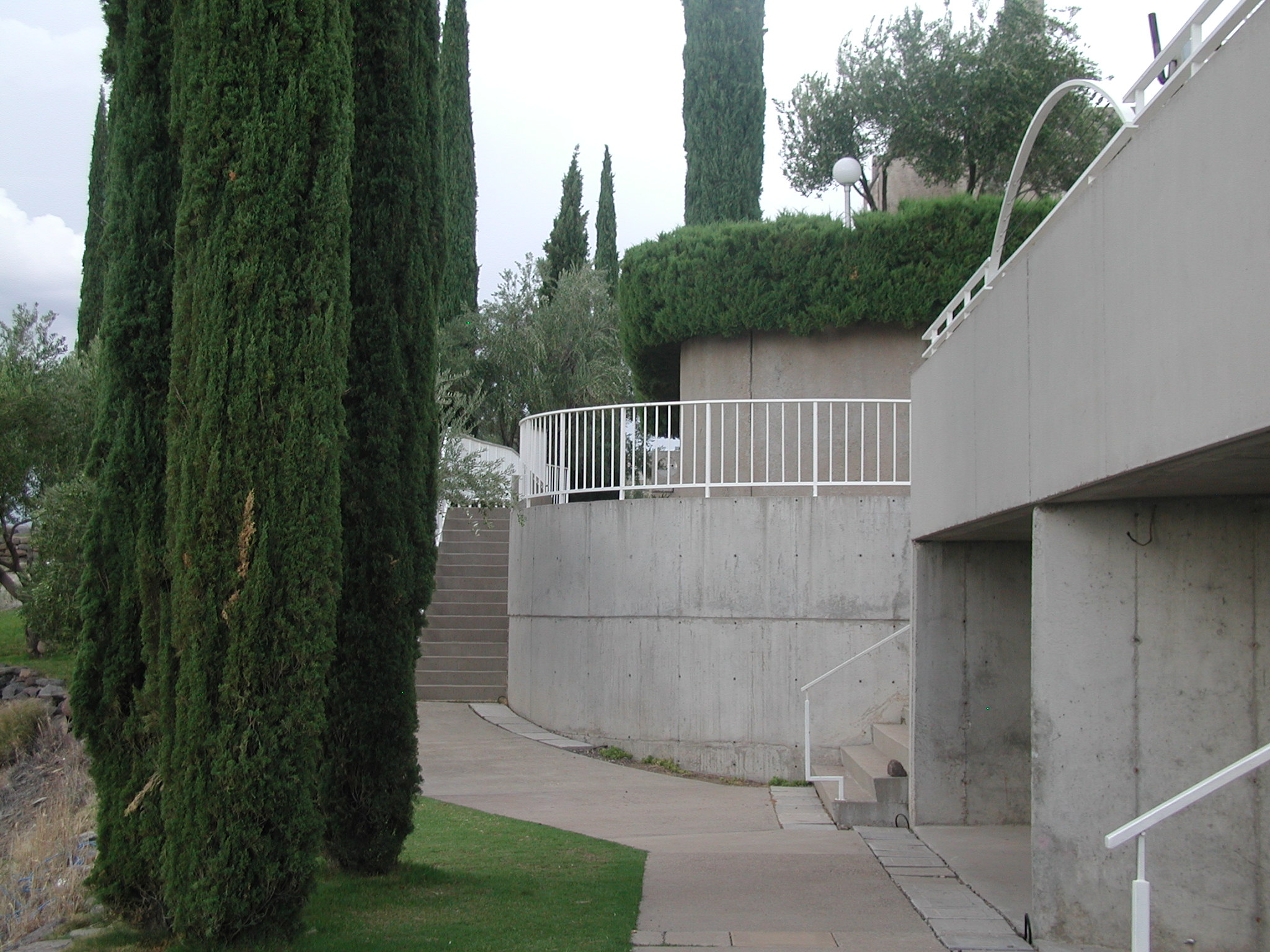
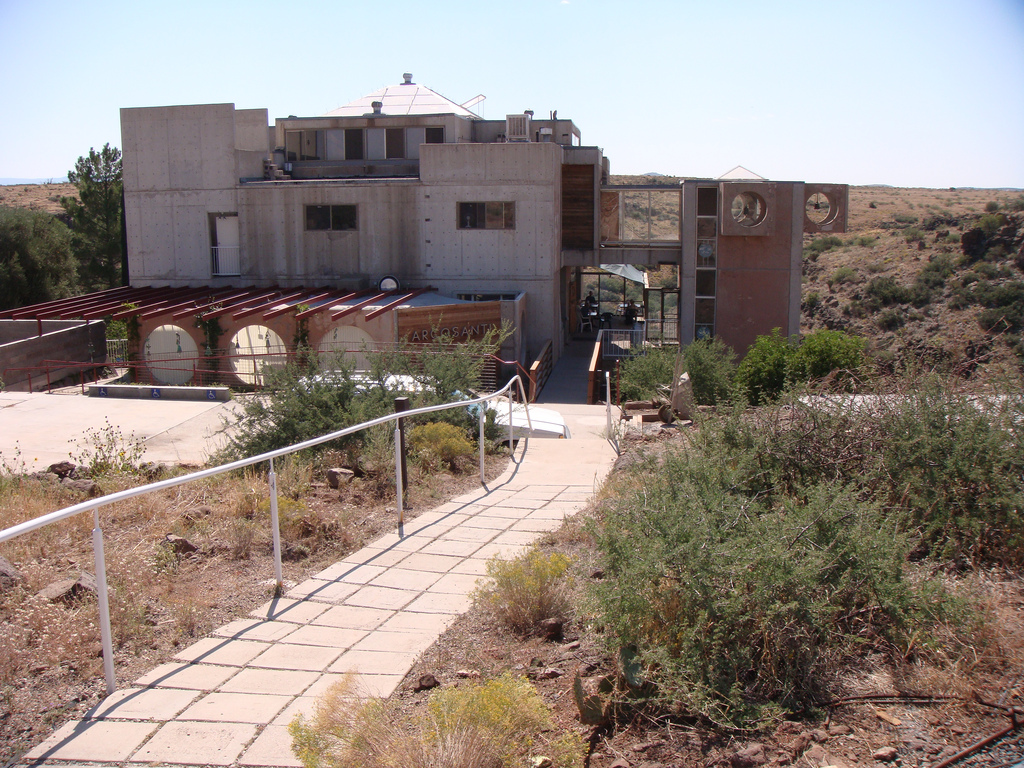